# Pauk György
Pauk György (Budapest, 1936. október 26. – 2024. november 18.) magyar hegedűművész, a londoni Royal Academy of Music professzora, aki művészi pályájának nagy részét az Egyesült Királyságban futotta be. Polgár László operaénekes unokatestvére.

## Élete
Pauk Imre (1906–1944) ingatlanközvetítő és Lustig Magdolna (1910–1944) fia. Zongorista édesanyja gyakran kamarazenélt otthonukban, így már kisgyermekként alaposan megismerkedett a komolyzenével. Ötéves korától tanult hegedülni Neumann (Nógrádi) Olgától.
A második világháború idején apját munkatáborba hurcolták, s ott halt meg 1944-ben. 1944 márciusában nagyanyjával addigi otthonából el kellett költöznie. Sok emberrel osztoztak egy lakáson és gyakran a pincében kellett menedéket keresniük a német bombázások elől. 1944 októberében nyilasok mentek be a lakásba, ahonnan minden fiatal nőt elvittek – köztük édesanyját is, akit soha többé nem látott. Anyai nagyanyjával – aki a háború után gondoskodott róla –, nagynénjével és unokatestvérével sikerült elmenekülnie, de később a budapesti gettóba vitték őket, ahol az oroszok általi felszabadulásig tartózkodtak. Kéthelyen lakó apai nagyszüleit az auschwitzi koncentrációs táborba deportálták.
1945-ben, kilencévesen (!) került be a Zeneakadémiára, ahol előbb Waldbauer Imre, majd Temesváry János volt a mestere. A művészképzőt Zathureczky Edénél végezte, aki meghatározó hatással volt stílusára. Mellettük Weiner Leó és Kodály Zoltán növendéke volt. 1952-től koncertezett. 1956-ban a főiskolán alakított vonósnégyesének brácsásával együtt elhagyta az országot. Előbb Hollandiában élt, majd Yehudi Menuhin nógatására, 1961-ben Londonban telepedett le. A brit fővárosban zenekarral Lorin Maazel vezényletével debütált. 1965-től néhány évig tanított is a manchesteri zeneakadémián. 1972-ben zongoratriót alakított Frankl Péter zongora- és Ralph Kirshbaum gordonkaművésszel. (A BBC megbízására James MacMillan, a formáció fennállásának 25. évfordulójára, 1997-ben nekik komponálta a Fourteen Little Pictures című darabját.) Nemzetközi szólista karrierje a Solti Györggyel való együttműködés után ívelt fel. Az 1980-as évektől Londonban kezdett tanítani. Előbb a Guildhall Schoolban, majd 1987-től a Royal Academy of Musicon hegedűsök posztgraduális képzésében vesz rész, emellett nyolc éven át a svájci Winterthurban is oktatott. A koncertezéstől 2007-ben vonult vissza.
Bár repertoárja felöleli az egész hegedűirodalmat, különös előszeretettel játssza a 20. századi műveket. Bemutatta Witold Lutosławski, Krzysztof Penderecki, Alfred Schnittke, Sir Peter Maxwell Davies, és Sir Michael Tippett műveit, a szerzők vezényletével.
Mesterkurzusokat tart szerte a világon. Recordings of three masterclasses 2010-es a Lake District Summer Music International Summer Music Academyn felvett három kurzusa elérhető a vimeo.com-on
Legnehezebbnek Mozart és Schubert darabjait tartja. Kedvelt zeneszerzői sorába tartozik Bartók Béla is.
Hangszere a Massart-Stradivarius, 1714-ből származik.
Két gyermeke és négy unokája van, mindannyian Londonban élnek.
1995-ben Bánó András tévériportot készített vele a Világsztárok Budapesten című sorozatában.

## Önéletrajza
- Négy húron pendülök. Nyolcvan év emlékei; közrem. J. Győri László; Budapest, 2016. Park Könyvkiadó. ISBN 9789633553152

## Díjai, elismerései
- Első díj az 1956-os (első) Premio Paganinin, Genova
- Nagy Első díj az 1959-es Long-Thibaud-Crespin hegedűsversenyen
- Első díj a müncheni szonátaversenyen, Frankllal
- a Magyar Köztársasági Érdemrend középkeresztje (1996)
- Bartók Béla–Pásztory Ditta-díj
- a Bartók Emlékbizottság emlékérme
- Pro Cultura Hungarica díj
- Szeged díszpolgára
- Párizs város emlékplakettje
- a Guildhall School of Music tiszteletbeli tagja
- a Royal Academy of Music tiszteletbeli tagja
- a Londoni Egyetem díszdoktora (2016)

## Fordítás
- Ez a szócikk részben vagy egészben  a   György Pauk című angol Wikipédia-szócikk ezen változatának fordításán alapul.  Az eredeti cikk szerkesztőit annak laptörténete sorolja fel. Ez a jelzés csupán a megfogalmazás eredetét és a szerzői jogokat jelzi, nem szolgál a cikkben szereplő információk forrásmegjelöléseként.